# عماد التاروتي
عماد التاروتي مواليد 17 نوفمبر 1987 في ، السعودية، هو لاعب كرة قدم سعودي.
لعب سابقاً في نادي الإتفاق ونادي الخليج ونادي الصفا.